# Щербанка
Щерба́нка (в минулому до 01.02.1945 — Ельзас) — село в Україні, у Лиманській селищній громаді Роздільнянського району Одеської області. Населення становить 1436 осіб.

## Історія

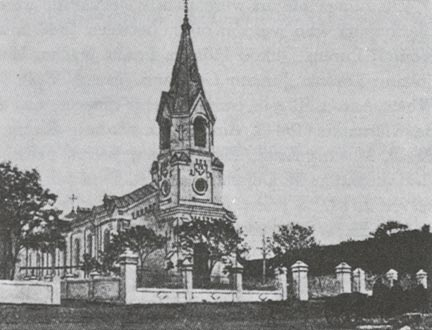
Костел Святих Ангелів-охоронців у 1909 р.

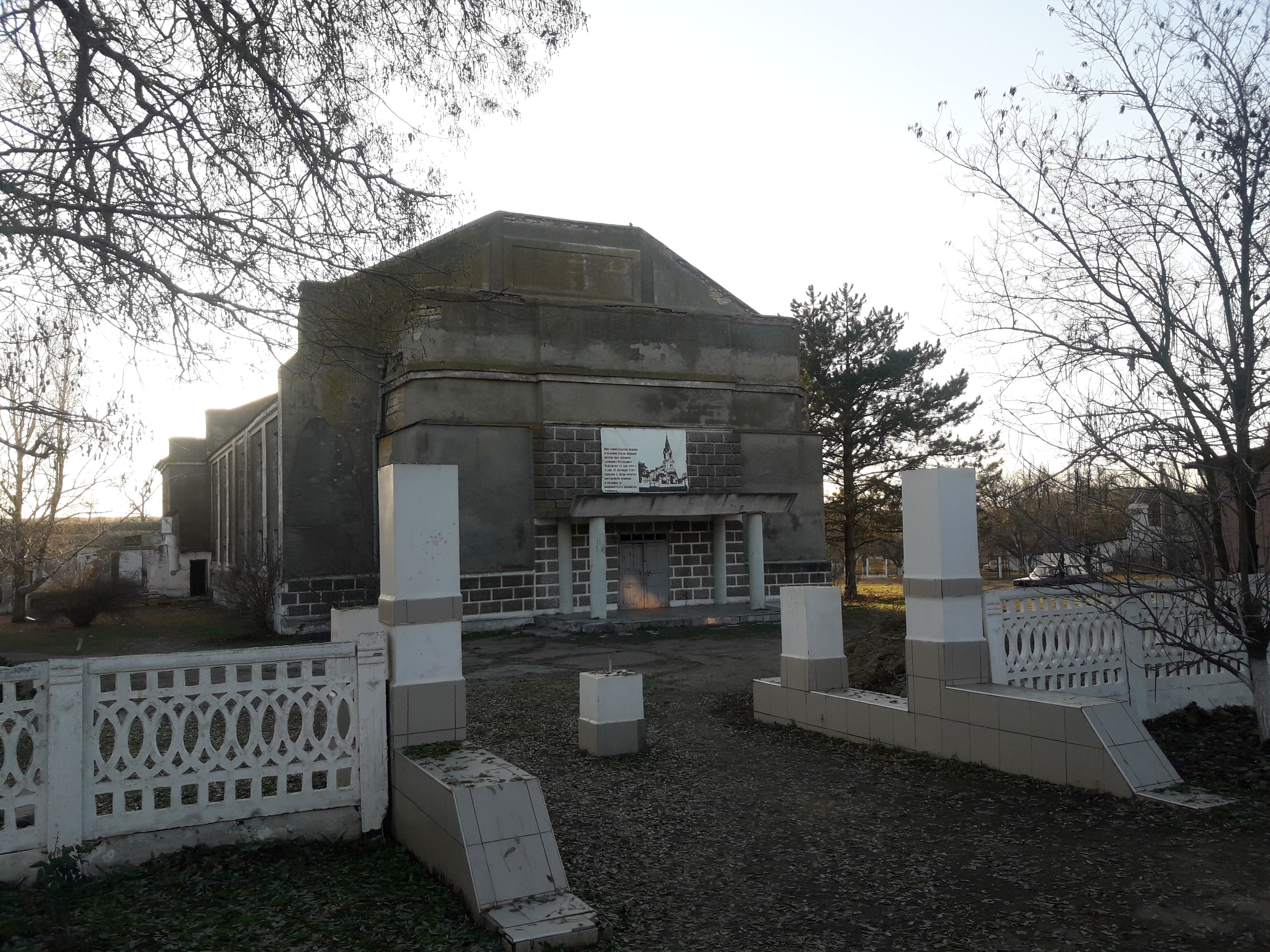
Сучасний вигляд костелу

Станом на 1808 у німецькій колонії Ельзас Мангеймської волості Одеського повіту Херсонської губернії мешкало 2058 осіб, налічувалось 207 дворових господарств, існували римо-католицька церква, школа, 4 лавки та 3 винних погреби.
У 1859 році в німецькій колонії Ельзас (Щербанка) 1-го стану (станова квартира — містечко Василівка) Одеського повіту Херсонської губернії, було 144 двора, в яких мешкало 589 чоловік і 587 жінок. В населеному пункті була римо-католицька церква, проводились 2 ярмарки та базари.
На 1887 рік в селі Ельзас (Щербанка) Мангеймської волості Одеського повіту Херсонської губернії мешкало 1004 чоловіка та 1007 жінок.
В 1896 році в німецькій колонії Ельзас (Щербанка) Мангеймської волості Одеського повіту Херсонської губернії при балці Барабой, було 304 двора, в яких мешкало 1952 людини (961 чоловік і 991 жінка). В населеному пункті була римо-католицька церква, 2 школи, в яких навчалось 254 учня (149 хлопців та 105 дівчат), 6 лавок, винний погріб, корчма.
За даними Першого загального перепису населення Російської імперії 1897 року в селі мешкало 1886 чоловік (937 чоловіків і 949 жінок). 1810 чоловік — римо-католики.
На 1916 рік в Щербанці проживало 1641 людина (701 чоловік і 940 жінок).
Станом на 1 травня 1967 року у селі знаходився господарський центр радгоспу імені Суворова.

## Населення
Згідно з переписом УРСР 1989 року чисельність наявного населення села становила 1416 осіб, з яких 648 чоловіків та 768 жінок.
За переписом населення України 2001 року в селі мешкала 1401 особа.

### Мова
Розподіл населення за рідною мовою за даними перепису 2001 року:
| Мова       | Відсоток |
| ---------- | -------- |
| українська | 75,46 %  |
| російська  | 16,20 %  |
| румунська  | 6,52 %   |
| білоруська | 0,42 %   |
| гагаузька  | 0,35 %   |
| болгарська | 0,21 %   |
| вірменська | 0,21 %   |
| інші       | 0,63 %   |

## Відомі люди
- Оскар Гейльфус (1933—1981) — композитор, музичний педагог, заслужений діяч мистецтв Казахської РСР.
- О. Донець (1959) — військовий[13][14]